# Gabriel-Julien Ouvrard

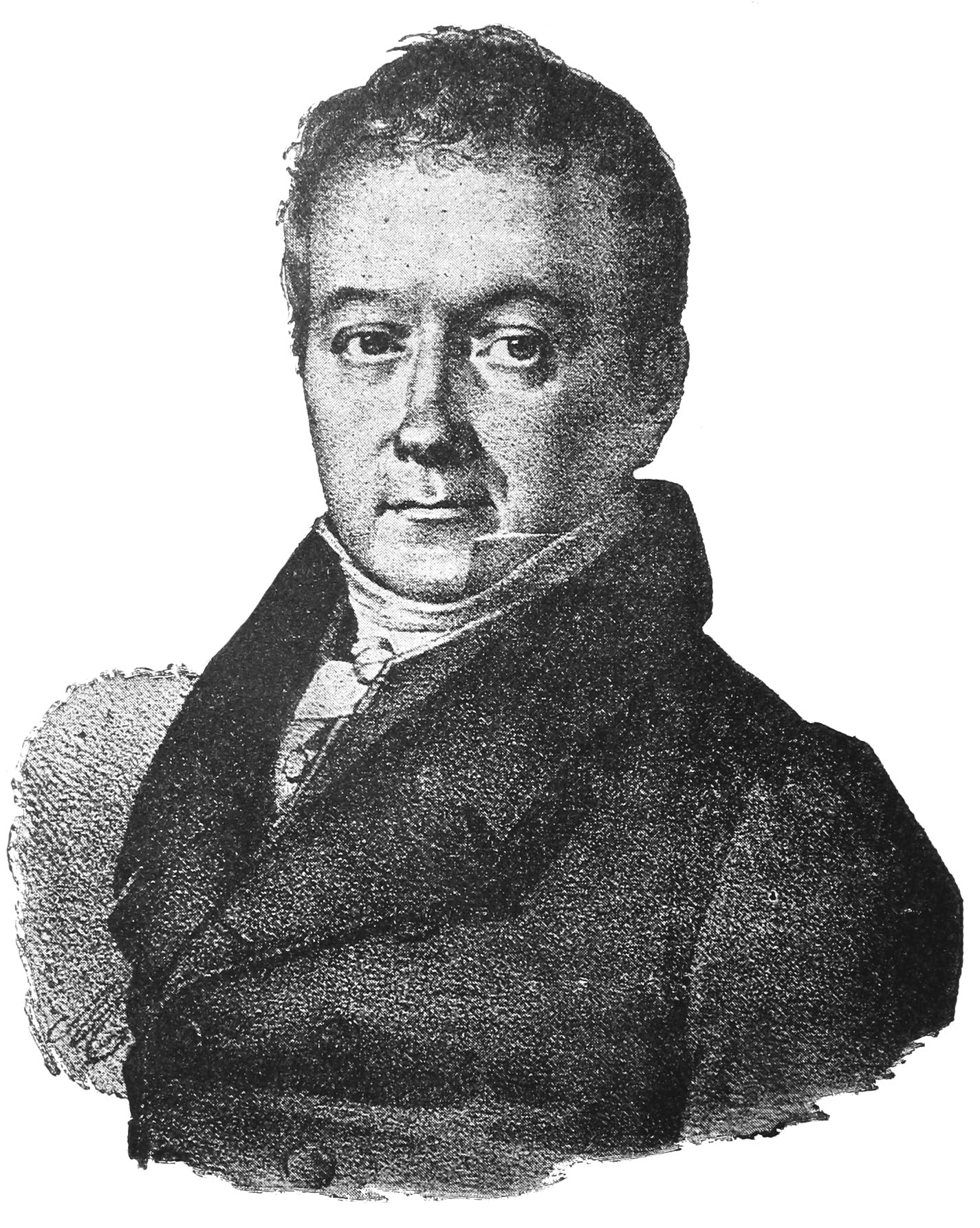
Retrato de Ouvrard.

Gabriel-Julien Ouvrard (Cugand, 6 de novembro de 1770 - Londres, outubro de 1846) foi um banqueiro francês, que fez fortuna durante a Revolução, e que se arruinou após o governo de Napoleão, após ter financiado a Expedição à Espanha de 1823 sem nunca ter sido ressarcido, e envolto num escândalo de corrupção.
Ouvrard envolveu-se, por instância de Joseph Fouché, em 1810, numa tentativa de negociar a paz com os ingleses, durante o Império Napoleônico, sem contudo tivesse Bonaparte conhecimento do que se passava. Este episódio rendeu-lhe uma prisão.